# Сытин, Павел Павлович
Па́вел Па́влович Сы́тин (18 (30) июля 1870, Скопин — 22 августа 1938, Москва) — русский и советский военачальник, генерал-майор Русской императорской армии.

## Биография
Сын солдата, наездника уланского полка, дослужившегося до чиновника военного ведомства. Православный. Уроженец г. Скопин Рязанской губернии. Образование получил в Санкт-Петербургском 1-м реальном училище. В службу вступил 01.09.1890. Окончил Киевское военное училище в 1892, Академию Генштаба в 1899 по первому разряду. По окончании академии проходил службу в войсках, участник Русско-японской войны 1904—1905. С 1908 по 1909 годы начальник строевого отделения штаба Брест-Литовской крепости. С 1909 года преподаватель военного училища, затем — старший адъютант штаба Кронштадтской крепости. Во время Первой мировой войны командовал артиллерийскими батареей, дивизионом, 79-й артиллерийской бригадой; генерал-майор (23.01.1917). С 17 октября 1917 г. — командующий 37-й пехотной дивизией.
В декабре 1917 солдатским съездом избран командиром 18-го армейского корпуса, вместе с которым перешёл на сторону советской власти. С марта 1918 — военный руководитель Брянского района Западного участка отрядов завесы, в мае — глава советской делегации для ведения мирных переговоров с немцами в Харькове. С июля 1918 г. — начальник 2-й Орловской пехотной дивизии. В начале сентября того же года военный руководитель Южного участка отрядов завесы, а в сентябре—октябре 1918 командующий красным Южным фронтом. Войска под его руководством вели тяжёлые бои с белоказаками, сдерживая противника на огромном пространстве от Брянска до Кизляра. Предпринятое наступление советских войск Южного фронта на балашовском направлении из-за плохой подготовки успеха не имело. Сытин был отозван с фронта и назначен начальником отдела управления делами РВСР. В 1920—1921 военный представитель при полпредстве РСФСР в Грузии. С октября 1922 преподаватель Военной академии РККА.
В 1924—1927 работал в Военно-историческом управлении по исследованию и использованию опыта войны. С ноября 1927 состоял для особо важных поручений при РВС СССР. С декабря 1934 в отставке, научный сотрудник Центрального Государственного архива РККА.
Арестован 27 февраля 1938. Приговорен ВКВС 22 августа 1938 по обвинению в участии в контрреволюционной организации. Расстрелян и похоронен на «Коммунарке» (Московская область) 22 августа 1938. Реабилитирован 16 марта 1957.

## Мнения и оценки
Генерал А. И. Деникин упоминает о нём следующим образом:

Приезжало много прожектёров с планами спасения России. Был у меня, между прочим, и нынешний большевистский «главком», тогда генерал, Павел Сытин. Предложил для укрепления фронта такую меру: объявить, что земля — помещичья, государственная, церковная — отдаётся бесплатно в собственность крестьянам, но исключительно тем, кто сражается на фронте.
— Я обратился, — говорит Сытин, — со своим проектом к Каледину, но он схватился за голову: «что вы проповедуете, ведь это чистая демагогия!…»
Уехал Сытин без земли и без…дивизии. Легко примирился впоследствии с большевистской теорией коммунистического землепользования.

## Награды
- Орден Святой Анны 4-й степени с надписью «За храбрость» (1904)
- Орден Святого Станислава 3-й степени с мечами и бантом (1904)
- Орден Святой Анны 3-й степени с мечами и бантом (1904)
- Орден Святого Станислава 2-й степени с мечами (1905)
- Орден Святой Анны 2-й степени с мечами (1905)
- Орден Святого Владимира 4-й степени с мечами и бантом (1906)
- Орден Святого Владимира 3-й степени с мечами (11.02.1915)
- Георгиевское оружие (24.02.1915)[2]
- Высочайшее благоволение (05.04.1915, «за отличие в делах против неприятеля»)[3]